# Gubernia tulska
Gubernia tulska (ros. Тульская губерния) – jednostka administracyjna Imperium Rosyjskiego i RFSRR w centralnej Rosji, utworzona ukazem Katarzyny II w 1777 jako namiestnictwo tulskie, od 12 października?/23 października 1796 ukazem Pawła I przekształcone w gubernię. Stolicą guberni była Tuła. Zlikwidowana w 1929.
Gubernia była położona pomiędzy 52°42' a 54°53' szerokości geograficznej północnej i 35°58' a  39°10' długości geograficznej wschodniej. Graniczyła od północy z gubernią moskiewską, na wschodzie z gubernią riazańską,  na południu i południowym zachodzie z gubernią orłowską  i na krótkim odcinku z gubernią tambowską,  na zachodzie z gubernią kałuską.
Powierzchnia guberni wynosiła w  1897 - 30 959 km², ludność, według spisu powszechnego 1897 - 1 419 456 osób – Rosjan (99,5%). Gubernia w początkach XX wieku była podzielona na 12 ujezdów: aleksiński, bogorodicki, bielewski, wieniewski, epifański, jefremowski, kaszyrski, krapiwiński, nowosielski, odojewski, tulski i czernski. Ważny ośrodek przemysłu metalowego, maszynowego i zbrojeniowego Rosji.
Zlikwidowana postanowieniem Prezydium WCIK 12 stycznia 1929 r. Od 26 września 1937 na terytorium historycznej guberni istnieje obwód tulski RFSRR, a obecnie Federacji Rosyjskiej, o powierzchni 25 679 km².